# Pierre Garnier de Laboissière

Familienwappen als Comte de l’Empire

Pierre Garnier de Laboissière, auch: Pierre Garnier Comte de Laboissière oder auch Garnier-Dubois genannt (* 10. März 1755 in Chassiecq, Frankreich; † 14. April 1809 in Paris, Frankreich), war ein General der Französischen Revolution und Senator des Ersten Kaiserreichs.

## Biografie

### Im Ancien Régime
Garnier de Laboissièrer trat 1769 in die Militärschule ein und wurde am 1. Juni 1772 im Rang eines Sous-Lieutenant in das Régiment des chasseurs des Évêchés versetzt. Die Beförderung zum Hauptmann erhielt er am 3. Juni 1779. In der Folge wurde sein Regiment mehrmals umbenannt, bevor es am 1. Januar 1791 zum 2. Regiment berittener Jäger (französisch: 2e régiment de chasseurs à cheval) reorganisiert wurde. Die Formation war dann Teil der Rheinarmee (französisch: Armée du Rhin).

### Revolutionskriege
Bei der Einnahme von Speyer am 30. September 1792 machte Garnier mit zwölf seiner Jäger dreihundert österreichische Gefangene. Am 1. Dezember erhielt er für diese Aktion das Kommando über eine Brigade ausgezeichnet und übte diese Funktion innerhalb der Rheinarmee mit Zustimmung des Abgesandten des Parlaments ab dem 8. Mai 1793 aus. Bei einem Angriff am 13. Juli 1794 geriet er in preußische Kriegsgefangenschaft, nachdem sein Pferd unter ihm erschossen worden war.
Im März oder April 1795 nahm er an einem Gefangenenaustausch teil und wurde am 13. Juni 1795 zum Brigadegeneral ernannt. Danach tat er in der Rhein und Mosel Armee in Deutschland Dienst und wurde am 10. Dezember 1800 durch einen Schuss in die rechte Schulter verwundet. Am 12. Januar 1798 trat er zunächst der Armée d’Angleterre bei und war ab dem 16. August 1798 der Armée de Mayence zugeteilt. Anschließend diente er nach der Beförderung vom 23. Februar 1799 als Generalmajor in Italien und der Schweiz und befehligte die Reservearmee am Ende des Feldzugs in Graubünden.

### Konsulat und Erstes Kaiserreich
Am 23. September 1801 von diesem Dienstposten entlassen, wurde Garnier de Laboissière am 28. Dezember 1801 zum Generalinspekteur der Infanterie und am 27. Februar 1802 ebenfalls zum Generalinspekteur der Kavallerie ernannt.
Von Napoleon wurde er am 25. August 1803 in den Sénat conservateur berufen. Als die Ehrenlegion gegründet wurde, wurde er am 2. Oktober 1803 zu deren Mitglied und am 14. Juni 1804 zum Großoffizier ernannt. Napoleon ernannte ihn per Dekret vom 22. Mai 1804 ebenfalls zum Senator von Bourges. Im Februar 1805 wurde er außerdem Kammerherr des Kaisers.

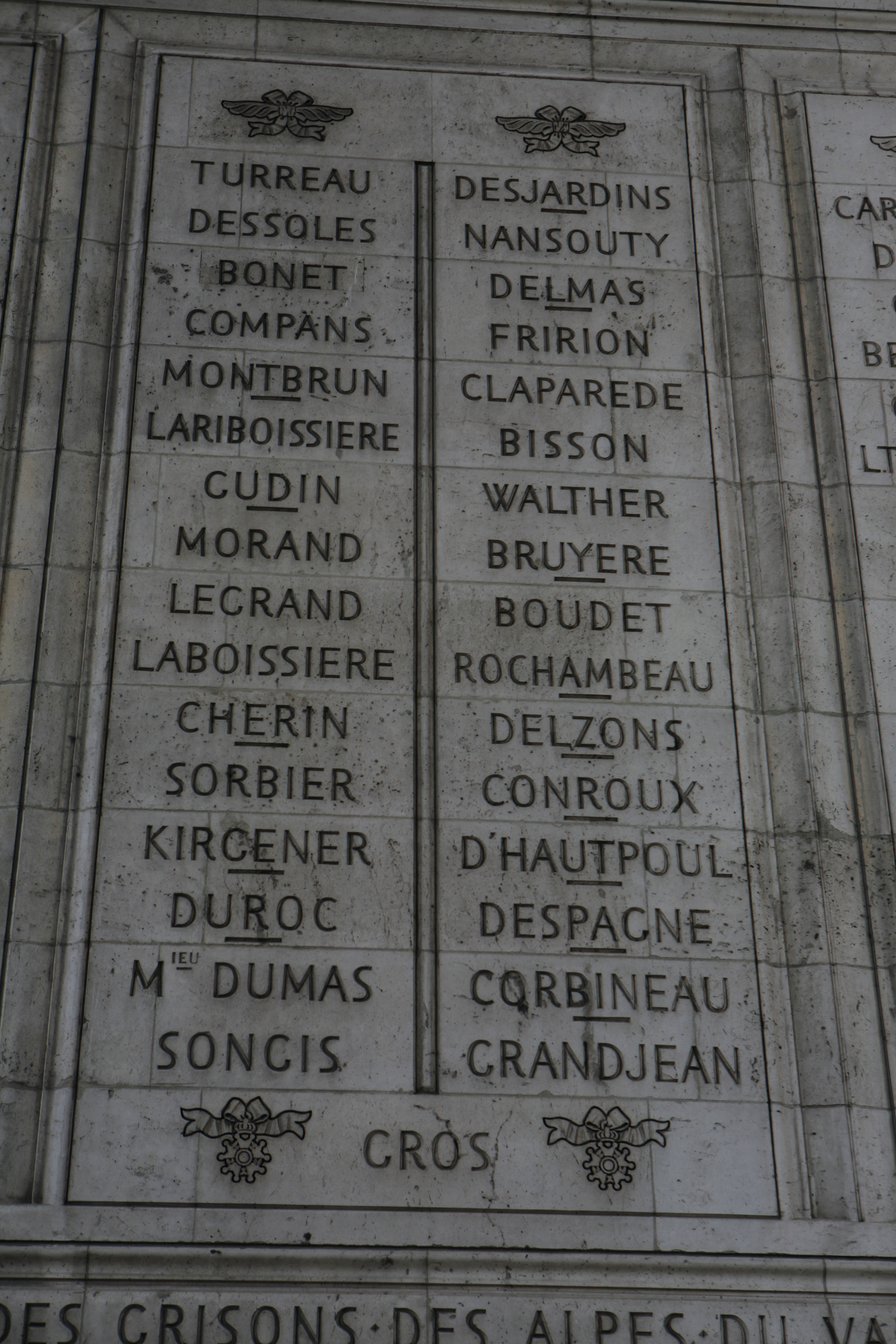
15. und 16. Spalte am östlichen Pfeilers des Arc de Triomphe de l’Étoile.

Am 20. März 1807 übertrug ihm Napoleon das Kommando über die 4. Reservelegion des Innern und ernannte ihn im Oktober zum Vorsitzenden des Wahlkollegiums des Département Charente. Am 26. April 1808 verlieh er ihm gleichfalls den Titel eines Reichsgrafen.
Am 8. März 1809 zum Oberkommando nach Straßburg berufen, starb er, bevor er sein Ziel erreichen konnte.
Er ist im Panthéon in Paris bestattet.

## Familie
Garnier de Laboissière war der Sohn von André Garnier de Laboissière († 10. August 1776), Gutsbesitzer, Herr von Bois und Boissière, Fahnenträger und Unterbrigadier der Leibgarde des Königs (Kompanie Beauvau), Hauptmann der Kavallerie, und Françoise de Salignac de La Maingotterie.
1792 heiratete Garnier de Laboissière Marie-Eulalie Boissière († 1. September 1830), Tochter von François Boissière, Anwalt im Parlament, und Marie Magdeleine d’Escravayat. Das Paar hatte vier Kinder, unter anderem Jean Frédéric (1796–1873), Page Napoleons und Abgeordneter von Charente und Jean Edouard Adolphe (1801–1861) Ordonnanzoffizier von General Étienne Tardif de Pommeroux de Bordesoulle und ebenfalls Mitglied der Ehrenlegion.
Der General François Garnier de Laboissière (1781–1813) war Pierre Garnier de Laboissières Cousin.

## Bibliographie
- Adolphe Robert, Gaston Cougny: Stichwort: Garnier de Laboissière (Pierre, comte). Dictionnaire des parlementaires français. Verlag Edgar Bourloton. 1889–1891. Band 3. S. 112.
- Charles Mullié: Stichwort: Pierre Garnier de Laboissière. Biographie des célébrités militaires des armées de terre et de mer de 1789 à 1850. 1852.